# Guguste et Belzebuth
Guguste et Belzebuth és un curtmetratge francès amb una longitud de 40 metres dirigit per Georges Méliès, estrenat el 1901, als inicis del cinema mut.

## Sinopsi
El pallasso Guguste intenta penjar la seva jaqueta en una cadira que desapareix per deixar lloc a una galleda d'aigua. Aleshores, Guguste agafa una escombra que es submergeix a la galleda per netejar la seva jaqueta que després s'encén. S'asseu a pensar però la seva cadira es converteix en un llum que li escalfa les natges, és llavors quan Satanàs fa la seva entrada. El pallasso intenta atrapar el diable i acaba caient de cap a la galleda d'aigua.